# Ilusión (álbum de Edurne)
Ilusión es el segundo álbum de estudio de Edurne. Fue editado por Epic Records el 19 de junio del 2007 en España.

## Información
Ilusión es el título del segundo álbum de Edurne, que la cantante define como "menos desgarrado y más dance", con la canción Ven por mí como primer sencillo.
"Quería probar algo nuevo", dice Edurne de su nuevo disco. "Ilusión es menos desgarrado y más dance. Mi reto ha sido expresar lo mismo de otra manera". Efectivamente. Un álbum más rítmico, menos guitarrero que el de su debut. "Mi voz ha evolucionado. Intento mejorar en la manera de interpretar, dar matices nuevos, no repetirme, innovar, diferenciarme. Creo que puedo aportar sensualidad porque el color de mi voz lo permite. No todo el mundo lo hace".
En Ilusión han trabajado una cantidad de productores, compositores, arreglistas y músicos muy poco frecuente en la música española. "Fue al final del pasado verano cuando comencé a preparar el repertorio", dice Edurne. "Escuché un montón de canciones y elegí los temas. Me fijo en la melodía y para que me guste tengo que imaginarme en un escenario cantándola. Me apetecía involucrarme más en todo el proceso de grabación del álbum e incluso he adaptado alguna letra".
El disco vendió 38.000 copias aproximadamente.

## Grabación y lanzamiento
La grabación se realizó durante los meses de febrero y marzo de 2007. Graeme Pleeth y Mauri Stern (que han producido las canciones Ilusión, Los ángeles también pecan, Algo cambió, Si me dejas en paz), David Ferrero (Ven por mí), The Forty4s (No quiero más), Fredrik Thomander y Anders Wikström (Sin control), Gustav Efraimsson (No mirar atrás), Harry Sommerdahl (Fue para los dos), Fredrik "Samsson" Larsson (Hoy voy a estallar), Tim Larsson, Johan Fransson y Tobias Lundgren (Aquí se terminó) y Jesper Jakobson y Patrik Ohlsson (Lo que sientes).
Grabado y mezclado en Estocolmo, Madrid y Londres, Edurne cantó con la producción vocal de Gonzalo Lasheras en Madrid. Las canciones son de compositores escandinavos y en las adaptaciones al castellano aparecen nombres como Dolo Beltrán, cantante y letrista de Pastora ("Me gusta mucho como escribe", dice Edurne) y la propia Edurne.
Ilusión es un álbum más volcado al dance que al pop rock. Todas las canciones, incluida el primer sencillo "Ven por mí" (en cuyo vídeo participan alumnos de danza de la escuela de Víctor Ullate), ofrecen un gran impulso rítmico y sólo la que cierra el disco (Lo que sientes) ronda el medio tiempo. Son temas más cercanos al pop electrónico, en la onda de artistas favoritas de Edurne como Anastacia, Madonna o Kylie Minogue. "Admiro su fuerza, cómo defienden sus canciones y su música. Su capacidad para transmitir", dice la cantante, que opina que "Ilusión" es la consecuencia natural de un año de experiencias. "Ha sido un año fantástico. Creo que he ido evolucionando, conociéndome mejor a mí misma, ganando confianza", afirma. "Antes me veía más insegura. Ahora me fijo más en las cosas, estoy más involucrada, más participativa".
En un principio se dijo que el disco iba a salir a finales de mayo, después se retrasó al 13 de junio, pero finalmente fue lanzado el 19 de junio.

## Sencillos
Ven por mí fue el primer sencillo. Fue lanzado en junio de 2007, a pocas semanas antes de la salida del disco. Es quizás la canción que mejor refleja el cambio del sonido pop rock del anterior álbum al dance de este nuevo
Fue para los dos es elegida en noviembre de 2007 como segundo sencillo. Es la única balada del disco y completamente diferente a los temas lentos que se hacen en España, recordando a artistas pop americanos. Fue sólo lanzada para radio.

## Lista de canciones
1. No quiero más - 3:26
2. Sin control - 3:50
3. Ven por mi - 4:25
4. No mirar atrás - 3:05
5. Ilusión - 3:30
6. Fue para los dos - 3:47
7. Los ángeles también pecan - 3:05
8. Hoy voy a estallar - 3:57
9. Aquí se terminó - 3:40
10. Algo cambió - 3:37
11. Si me dejas en paz - 3:45
12. Lo que sientes - 3:46

## Listas

### Semanales
| País   | Lista                        | Primera semana      | Posición de ingreso | Mejor posición | Semanas en la mejor posición | Semanas en la lista | Última semana           | Ref.  |
| ------ | ---------------------------- | ------------------- | ------------------- | -------------- | ---------------------------- | ------------------- | ----------------------- | ----- |
| España | Top 100 Álbumes (Promusicae) | 24 de junio de 2007 | 13                  | 13             | 1                            | 11                  | 2 de septiembre de 2007 | [ 1 ] |